# Vélo Club Sovac
Vélo Club Sovac was een continentale wielerploeg die in 2012 werd opgericht. De ploeg had een Algerijnse licentie. In 2016 ging de ploeg verder zonder continentale licentie.

## Bekende (ex-)renners
- Adil Barbari (2012-2015)
- Nabil Baz (2013-2015)
- Nadir Benrais (2014-2015)
- Hichem Chaabane (2012-2013)
- Abdesslam Dahmane (2012-2015)
- Karim Hadjbouzit (2012-2015)
- Abderrahmane Hamza (2012-2015)
- Fayçal Hamza (2012-2015)
- Mouhssine Lahsaini (2013)
- Hamza Merdj (2012-2015)